# Discopleura
Discopleura là chi thực vật có hoa trong họ Apiaceae.